# フローレンス・スコーヴェル・シン
フローレンス・スコーヴェル・シン（Florence Scovel Shinn、1871年 - 1940年）は、アメリカ合衆国の女性芸術家、イラストレーター、ニューソートのスピリチュアルな著作家。アメリカ、およびヨーロッパでは自己啓発書作家として知られ、『ゲームの法則』（The Game of Life and How to Play It、1925）が最も有名である。

## 概略
1871年、アメリカ合衆国のニュージャージー州カムデン郡カムデン市の生まれた。フィラデルフィアのペンシルベニア美術アカデミーで美術を学んだ。ニューヨークの新聞社で挿絵画家として働き、同じ挿絵画家で、後に画家として成功するエヴァレット・シンと1898年に結婚したが、1912年に離婚した。芸術家・ニューソートの著作家として活躍した。自己啓発書の歴史のなかでも比較的早期の人物である。

## 思想
その思想はニューソートに基づいており、「心に描いたことは必ず現実になる。良いことも悪いことも自分の心が作り出したもの」という、現代の自己啓発とも共通する主張をしていた。思想は聖書の言葉と共に説明されている。主な主張は下記のとおりである。
- 人生の成功は潜在意識の使い方にかかっている。
- 肯定的な言葉を使う。
- 求めるものはすべて与えられる。
- 他人を変えるのではなく、自分を変える。
- 願ったことはすでに受け取っていると宣言する。

## 著書
- フローレンス・S・シン（尾崎清一訳）『人生を開く心の法則』、たま出版、1995年8月。ISBN 978-4-88481-412-0

## 美術作品

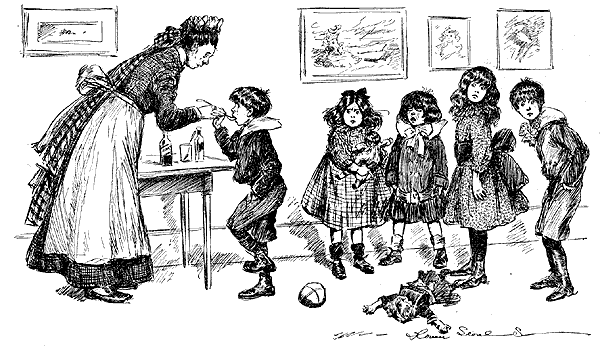
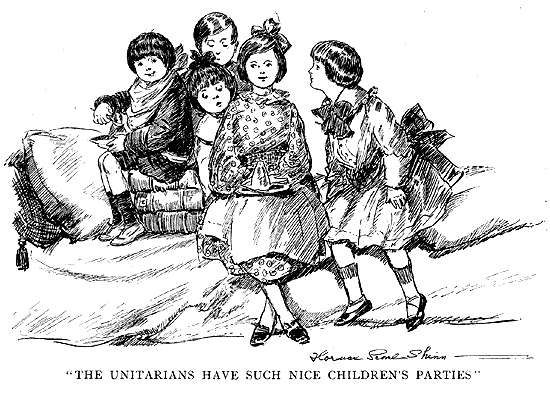
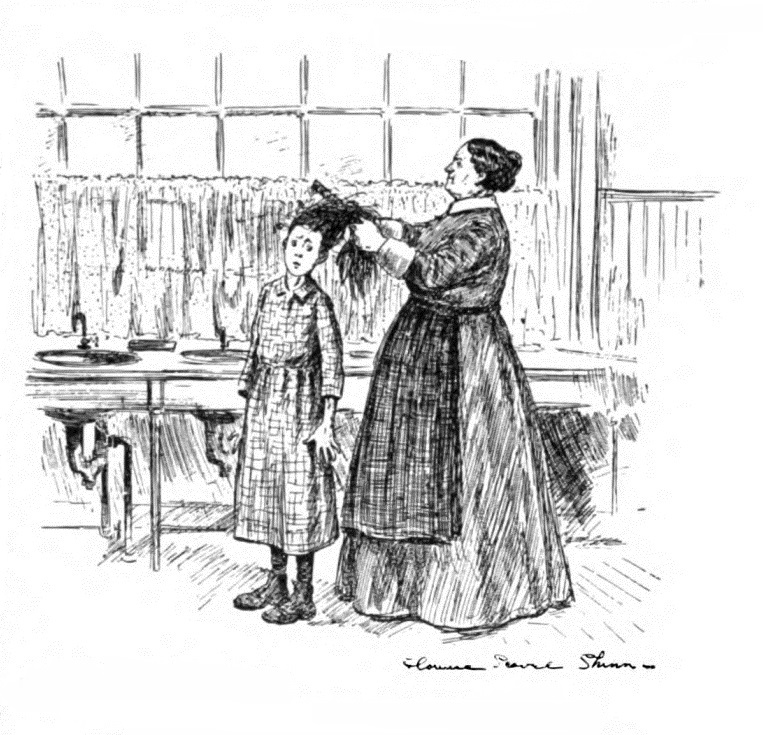